# Introduction générale à la critique de l'économie politique
 (avril 2009).
 (octobre 2009).
Si vous disposez d'ouvrages ou d'articles de référence ou si vous connaissez des sites web de qualité traitant du thème abordé ici, merci de compléter l'article en donnant les références utiles à sa vérifiabilité et en les liant à la section « Notes et références ».
Introduction générale à la critique de l'économie politique (en allemand : Grundrisse der Kritik der politischen Ökonomie, fréquemment appelée les Grundrisse) est un ouvrage de Karl Marx rédigé en 1857. Il s'agit d'une esquisse, composée dix ans avant que ne paraisse le premier volume du Capital, dans laquelle Marx s'interroge notamment sur la difficulté de faire entrer les productions artistiques dans son analyse de la production en général. Ce manuscrit n'a été publié que vingt ans après la mort de Marx.

## I. La production
Marx commence son ouvrage par une étude ethnologique de la société. Il commence par une réfutation de l'état de nature qui est pour lui une fiction. La nature de l'individu ne s'explique que par le fait qu'il est un produit de la dissolution des formes précédentes de sociétés. Parler de production se réfère donc à la production à un stade déterminé de l'évolution sociale. Ce que Marx reproche à l'état de nature de Rousseau c'est le fait de penser qu'il pourrait y avoir des hommes sans interaction.  L'homme est non seulement un animal social mais un animal qui ne peut s'individualiser que dans la société. Un peuple est pour lui à l'apogée de sa production au moment même où il atteint son apogée historique. En fait un peuple se retrouve à son apogée industrielle tant qu'il n'est pas mu par l'appât du gain mais par la passion de gagner. Pour lui, tous les stades de la production ont des caractères communs que la pensée retient comme détermination générale.

## II. Rapport général de la production à la distribution, à l'échange et à la consommation
La production crée les objets qui répondent aux besoins et la distribution les répartit en fonction des lois sociales. Donc l'échange répartit d'une nouvelle façon les objets. La distribution existe à côté de la production, en tant que sphère autonome, indépendante (c'est une conséquence de la séparation entre production et vente par l'intermédiaire de la monnaie).  Sans production, pas de consommation mais sans consommation, pas de production, car l'une est le but de l'autre. Marx reconnaît le rôle de la demande dans la production qui crée le besoin d'une nouvelle production. Mais en même temps, l'offre de production fournit à la consommation sa matière. La production ne fournit pas seulement au besoin une matière, elle fournit aussi à la matière un besoin. En ce sens, l'offre crée en partie la demande. C'est pourquoi consommation et production sont interdépendantes  et chacune y apparaît comme moyen et médiateur. Dès lors l'échange n'est que le lien intermédiaire entre la production et la distribution. Marx énonce trois faits sur l'échange : il procède de la division du travail, s'il est privé, cela suppose une production privée et l'échange est déterminé par le développement et l'organisation de la production. Du fait de l'existence de la monnaie et donc de la division entre l'acte de vente et de production, il existe une différence entre l'offre et la demande. Il réfute Say qui considère que la production est la consommation d'un peuple. Et c'est cette différence qui s'ajuste lors des crises.
La distribution des biens, quant à elle, est déterminée par la structure de la production elle-même déterminée par la distribution (du sol).
C'est donc pour ces raisons que Marx réfute la méthode de l'économie politique même s'il reconnaît les progrès de cette école (on retrouve ici l'admiration de Marx pour les économistes Adam Smith et David Ricardo).

## III. La méthode de l'économie politique
Marx continue dans cette partie de reprocher aux économistes classiques de se situer dans l'abstraction, de se livrer à des simplifications ignorant le réel. Par exemple, la population d'un pays semble un fait simple et concret, mais constitue en fait une abstraction si on omet de prendre en compte les notions de classe sociale, de travail salarié, etc. L'analyse scientifique fait au contraire apparaître une interdépendance de toutes ces questions, la réalité économique étant une synthèse : elle est un résultat plus qu'un point de départ, construit par un ensemble de catégories de pensée relative à une société donnée. Le monde, a fortiori le monde économique, est un produit de la conscience humaine dans ses significations, et c'est pourquoi rien de ce qui constitue une théorie économique ne doit être pris comme allant de soi, mais doit toujours être rapporté au sujet et à la société qui l'a produite.
Certaines de ces catégories théoriques sont intemporelles, d'autres non, mais il est difficile de distinguer les unes des autres, tant chaque catégorie est sous le joug de rapports qui traversent la société. Les catégories qui apparaissent comme les plus simples dans certaines sociétés peuvent apparaître comme les plus complexes d'autres. Ainsi, il est ardu de déterminer la précession entre la catégorie de possession et de famille. La notion de travail semble aussi une réalité fondamentale, universelle, intemporelle. Or, l'analyse économique montre que la modernité entend par travail quelque chose de très différent. Tout comme le rapport entre richesse et argent. 
En ce sens, Adam Smith permit de faire progresser la science économique en parvenant à voir dans le travail dans ses caractères généraux le fondement de la richesse. Mais, ce faisant, l'économie politique moderne aboutit à un concept de travail abstrait, qui certes est pertinent en ce qu'il permet de saisir le travail en général d'une façon transhistorique, mais qui, dans le même temps, est lourde de biais, puisque ce concept de travail supposé invariant est en fait ampli des présupposés propre à l'époque dont il est issu et qui l'a théorisé, à savoir, la société bourgeoise (en particulier étasunienne). 
Cependant, cette analyse des concepts propres à la société bourgeoise est pleinement légitime et même essentielle, en ce qu'elle constitue le développement le plus avancé de la production, s'édifiant sur le sol des anciennes sociétés. Analyser la société bourgeoise est ainsi aussi comprendre toutes les autres sociétés, ainsi que le résume Marx dans une formule métaphorique bien connue : « l'anatomie de l'homme est la clef de l'anatomie du singe », c'est-à-dire que le complexe permet d’appréhender le plus simple, que la fin permet de saisir les commencements, en ce que cette dernière permet d'aider à repérer ce qui est en germe dans les formes précédentes. Ce qui ne signifie pas qu'il faille réduire ce qui caractérise les sociétés anciennes à la société bourgeoise : il y a des spécificités historiques irréductibles. 
Dans l'analyse des catégories économiques, ce qui est essentiel et prépondérant, n'est pas nécessairement ce qui est apparu historiquement aux origines. Ainsi, la rente foncière préexiste au capital, qui n'apparaît qu'avec la société bourgeoise, où il domine tout. Mais le capital peut être et doit être appréhendé indépendamment de la rente foncière. C'est pourquoi, en définitive, Marx suggère que le plan à suivre pour élucider l'économie politique et conduire une critique efficace doit être le suivant : 1) étude des catégories abstraites, universelles (les transcendantaux) permettant de saisir l'économie dans toutes les sociétés ; 2) étude des catégories plus spécifiques à la société bourgeoise, qui lui sont fondamentales (capital, travail salarié, propriété foncière, la ville, la campagne, les trois grandes classes sociales, l'échange, la circulation, le crédit) ; 3) l'étude de l'État en tant que point de cristallisation de la société bourgeoise (impôt, dette, population, colonisation, émigration) ; 4) l'étude des échanges internationaux (exportation, importation, taux de change) ; 5) étude du marché mondial et des crises.

## IV. Production. Moyens de production et rapports de production. Rapports de production et rapports de circulation. Formes de l’État et de la conscience par rapport aux conditions de production et de circulation. Rapports juridiques. Rapports familiaux.
Dans cette partie, à l'état de quasi brouillon, Marx note allusivement des points à étudier pour ne pas les oublier, dont la signification est parfois difficile à saisir, tant ils figurent sous la forme de quasi aphorismes :
1. La question de la guerre qu'il faut étudier préalablement à la notion de paix, en ce que l'armée est comme le laboratoire d'une organisation économique s'étant ensuite étendue à la société bourgeoise dans son entier.
2. La question de l'historiographie, du rapport entre l'histoire idéaliste et prétendument objective (telle qu'écrite jusqu'à présent) et l'histoire réelle.
3. L'étude de phénomènes secondaires et tertiaires, dérivés par rapport à ce qui caractérise les fondements de l'économie bourgeoise.
4. Critique de certaines conceptions matérialistes, en particulier le naturalisme (Marx privilégiant le matérialisme dialectique).
5. Étude de la dialectique entre la force productive (les moyens de production) et les rapports de production.
6. Étude des différences de développement entre les différentes productions, comme entre les développements des produits de l'art et de la culture, et les développements des autres productions matérielles, qui se situent souvent à un niveau inégal, comme en témoigne leurs états dans différentes cultures (Europe et États-Unis par exemple). Il s'agit de critiquer l'idée général et abstraite du progrès.
7. Analyse des rapports entre le hasard et la nécessité, de la place de la liberté dans les développements historiques.
8. Étude naturaliste quant au point de départ du développement historique, notamment quant aux concepts de race et de tribu.

Suit une longue remarque de Marx sur l'art, explorant notamment le point 6. Prenant l'exemple de l'épopée chez les Grecs, Marx montre que certaines formes artistiques atteignent leur apogée à des époques où la production de l'art n'a pas encore pris son autonomie ni atteint son plein développement, qu'elles ne sont pas non plus en rapport avec l'état général du développement matériel de la société, comme si le progrès général de la société était décorrélé des progrès de secteurs spécifiques (ici, ceux de l'art).
Pourtant, l'art grec présuppose la mythologie grec, qui elle-même présuppose une façon de voir la nature, qui elle-même dépend de rapport sociaux et de l'organisation des forces productives. Ce qui signifie qu'une certaine forme d'art trouve ses conditions de possibilité dans l'organisation générale de la société. Or, la société bourgeoise, en subordonnant toute la nature aux forces productives, fait disparaître toute mythologie, rendant caduques certaines formes artistiques, qui ne peuvent plus éclore au XIXe siècle. La difficulté est alors de déterminer pourquoi ces formes caduques continuent de susciter de l'intérêt. 
L'hypothèse que propose Marx est que la plongée dans ces formes d'art dépassées et archaïques procure les mêmes joies que pour un adulte de replonger dans son enfance. C'est ce qui explique l'attrait pour les modernes de tout ce que les Grecs purent produire, eux qui sont l'enfance de l'humanité, qui inspirent comme une nostalgie. 